# Hệ thống phần mềm
Hệ thống phần mềm (tiếng Anh: software system) là một hệ thống các thành phần liên lạc nội bộ dựa trên phần mềm để tạo nên một phần của hệ thống máy tính (một sự kết hợp giữa phần cứng và phần mềm). Nó "bao gồm một số chương trình, tập tin cấu hình riêng biệt, được sử dụng để thiết lập các chương trình này, tài liệu hệ thống, để mô tả cấu trúc của hệ thống, và tài liệu người dùng, để giải thích cách sử dụng hệ thống".
Trong khi một chương trình máy tính là một tập hợp các lệnh (mã nguồn, hoặc mã đối tượng), một hệ thống phần mềm có nhiều thành phần hơn như đặc tả kỹ thuật, kết quả kiểm thử, tài liệu người dùng cuối, hồ sơ bảo trì,....

## Tổng quan
Thuật ngữ "hệ thống phần mềm" nên được phân biệt với các thuật ngữ "chương trình máy tính" và "phần mềm".